# Acton Corners
Acton Corners ist eine kleine ländliche Ortschaft im Osten Ontarios, Teil der Gemeinde North Grenville im County Leeds und Grenville.
Sie befindet sich an der west-östlich verlaufenden County Road 43 (früher auch Landstraße (provincial highway) 43) zwischen Kemptville und Merrickville an Verbindung der nach Norden zum Rideau River führenden Actons Corners Road und der von Süden von Oxford Mills kommenden County Road 25.
Abgesehen von einer säkularisierten Kirche, dem Archiv von North Grenville und einer Ziegelei gibt es in Acton Corners hauptsächlich Farmen und Häuser in einer Landschaft von Farmland und Zedernwäldern.
Die Postadressen dieser Ortschaft werden, wie in den ländlichen Gebieten Kanadas üblich, den Rural Routes zugeordnet, entweder bei Oxford Mills (RR #1) oder Kemptville (RR #5).

## Geschichte
An der Stelle von Acton Corners befand sich früher Bobtown, wo es lediglich einen Hufschmied gab. Zu Beginn des neunzehnten Jahrhunderts entstand hier mit der Erlaubnis des Verwaltungsbezirks Oxford die Verbindungsstraße, die zwischen den Parzellen 15 und 16 verlief. In den späten 1820er Jahren wanderte Robert Acton mit seiner Familie aus West Connaught in Irland ein und ließ sich in Bobtown nieder. Roberts Sohn, John Acton, war ein fähiger Schuhmacher, arbeitete jedoch als Steinmetz am Rideau-Kanal und baute später einige Gebäude im Verwaltungsbezirk, einschließlich einer Getreidemühle bei Oxford Mills und einem steinernen Haus in Acton Corners, welches an der Stelle eines alten Blockhauses steht. Acton Corners wurde nach John Acton benannt.
In seiner Blütezeit nannte Acton Corners ein Postamt, eine Schule, zwei Kirchen, eine Käsefabrik und ein Orange Hall, eine Art von Gemeindezentrum,  sein Eigen.
Das Postamt bestand zwischen 1890 und 1912, bevor es durch die Landpost von Kemptville ersetzt wurde.
Ein steinernes Schulgebäude wurde 1858 neu eröffnet, um die beiden hölzernen Schulgebäude im Osten und Westen des Ortes zu ersetzen.
1905 wurde die Schule abgerissen und durch ein neues steinernes Gebäude ersetzt, welches nun als North Grenville Archives bekannt ist und als Archiv genutzt wird. Die Kirche der Methodisten wurde 1875 mit einer weißen Fassade errichtet und St. Augustine, die steinerne Kirche der Anglikaner, 1879 erbaut. Die Methodistenkirche wurde 1963 verkauft und abgerissen, und auch die Anglikanische Kirche steht seit vielen Jahren ungenutzt. Scotts Käsefabrik wurde 1886 gebaut und war bis 1948 geöffnet. Die Orange Hall war bis in die späten 1930er Jahre geschlossen, schließlich wurde das Gebäude geräumt und verkauft.